# 2006年の労働界
2006年の労働界（2006ねんのろうどうかい）とは、2006年（平成18年）に起こった労働運動、労働環境、雇用、賃金など労働関係の出来事などをまとめたページである。

## 出来事の一覧

### 1月
- 8日 ロンドンの地下鉄で勤務形態を巡り、8日夕から9日夕までの2度目となる24時間ストが行われる。これは年末年始に続く二度目のストである。
- 19日 連合がパートタイム社員の統一賃上げを要求。
- 24日 大阪府教委は教師の能力給の導入を1年先送り方針を決定。
- 27日 厚生労働省の研究会が、一定以上の収入や権限などのある労働者について、1日8時間・週40時間の労働時間規制を撤廃するなどの報告を発表。（ホワイトカラーエグゼンプション）
- 30日 イオン労組がユニオンショップ協定を結び、パートタイム社員約4万4000人を加入させる方針が判明。

### 2月
- 1日　厚生労働省の「2005年毎月勤労統計」の年間まとめによると正規雇用労働者が前年比0.5％増で、8年ぶりに増加に転じる。／国土交通省がタクシーの労働環境について抜き打ち監査を導入する。
- 8日 全郵政がJPUとの統合検討に入る。
- 10日 基幹労連傘下の鉄鋼、造船・重機、非鉄金属大手の各労組が要求書を提出。春闘の賃上げ交渉が始まる。
- 15日 自動車総連や電機連合などの傘下大手の各労組が要求書を提出。
- 16日 公務員労働基本権や人員削減をや公務員年金などの公務員制度改革を巡る連合と政府の協議が始まる。また連合は労働基本権の付与を前提に職域加算の見直しを容認する方針を決める。
- 17日 連合のパート共闘会議の集会が開かれる。
- 18日 鉄鋼各社やトヨタが有額回答へ。
- 19日 正社員と同じ仕事のパートタイム労働者の賃金を正社員と比べて7割以下しか払っていない企業が28.4％にものぼると21世紀職業財団の調査で判明。
- 27日 日教組の教育研究集会が終了。教員評価制度の導入について大半が反対。

### 3月
- 1日 全国ユニオンが経営者団体との懇談会で正規並み賃金水準をもとにした、最低1780円/時を求める。
- 9日 シャープが、育児・出産のための退職社員は7年以内であれば再雇用を保証する制度を導入すると発表。
- 11日 松下電器産業が育児休暇を就学前まで拡充すると発表。
- 14日 鉄鋼大手が賃上げ先送りを発表。
- 15日 春闘の一斉回答日。各労組・各社足並みの乱れが目立つ。パート賃上げは比較的好調。／トヨタがベア満額を回答する。
- 16日 呉服販売会社・愛染蔵が自己破産。約550人の従業員に解雇通告。
- 17日 日興コーディアルグループが利益の5割を株主への配当へまわすと公表。
- 21日 宮城県の建設業界や行政の代表者で作る人材センターが建設労働者の派遣を全国で初めて取り組む。
- 23日 全日本空輸4労組と会社側との交渉が決裂、24時間ストに入る。国内115便が欠航、40便が遅延する。
- 24日 出版労連が教科書特殊指定の廃止に反対との声明を出す。／産業再生機構の支援下で経営再建中のダイエーが社員の1割を出向させて人件費など約50億円を圧縮する方針を発表。

### 4月
- 1日 労働審判法が施行され、労働審判制度が導入。
- 14日 吹田市と同市労組の間で35年の間「市の事業や機構改革は労働組合と事前に協議し、合意が無い場合は実施できない」などとした労使協定書が結ばれていたことが発覚。

### 5月
- 1日 メーデー。
- 29日 日本マクドナルド初の労組マクドナルドユニオンが200人で発足。

## 各種調査・データ
- 2月1日 厚生労働省の「2005年毎月勤労統計」の年間まとめによると正規雇用労働者が前年比0.5%増で、8年ぶりに増加に転じる。
- 2月19日 正社員と同じ仕事のパートタイム労働者の賃金を正社員と比べて7割以下しか払っていない企業が28.4％にものぼると21世紀職業財団の調査で判明。
- 3月22日 朝日新聞社の調査によると、全国主要100社について3割の企業が育児休業の所得がゼロと判明。
- 3月25日 厚生労働省の「2005年賃金構造基本統計」によると、正社員と非正社員の給料差の平均は男約36％・12万円/月、女30％・7万円/月に上ると判明。
- 4月3日 第一生命経済研究所が2006年のボーナスは前年比2.3％増の42万62円（従業員5人以上の企業）との試算を出す。
- 4月25日 リクルートによると大卒求人数が前年比18.1％増の82万5000人でバブル期に告ぐ高水準。倍率は0.29ポイント増の1.89倍。
- 5月7日 連合総合生活研究所（連合総研）によると、労働者の6割が格差拡大を感じ2割が失業の不安を感じる。
- 5月12日 東京労働局の調査によると、過労での労災認定の2割が管理職だったと判明。
- 5月14日 厚生労働省の調査によると、3割以上の職場で子供の病気で休みや早退について「理解･協力が得にくい」と答え、「そうでない」を上回る。
- 5月15日 厚生労働省の調査によると、生活保護受給者の増加に大きな地域格差があると判明。
- 5月25日 厚生労働省の調査によると、2005年度の労働紛争相談が前年比10.2％増の約17万6000件で過去最多と判明。

相談理由の内訳は、解雇26.1％、労働条件の引き下げ14.0％、いじめ・嫌がらせ8.9％、退職勧奨7.2％など

## 06春闘

### 経過
2005年
- 12月7日 基幹労連、電機連合がベアを決定する
- 12月13日 日本経団連が賃上げ容認の姿勢を見せる。ただし横並びのベアは否定
- トヨタ労組はベア、自動車総連は賃金改善を要求する方針

2006年
- 1月11日 連合と経団連の幹部が会談。春闘が事実上始まる。
- 1月12日 自動車総連が賃上げ要求を中央委員会で正式決定。
- 1月13日 全トヨタ労連が統一ベアを見送ることを中央委で決定。
- 1月18日 連合の髙木会長がパートの低賃金は不法行為と指摘し、待遇改善を求める。
- 1月19日 連合がパートタイム社員の統一賃上げを要求。時間給あたり1%か10円以上。
- 1月26日 電機連合が5年ぶりの統一ベア2000円要求を中央委で決定。
- 1月27日 トヨタ労組がベア1000円要求を提示。／三洋電機労組が電機連合の統一要求から離脱。
- 1月30日 イオン労組がユニオンショップ協定を結び、パートタイム社員約4万4000人を加入させる方針が判明。
- 1月31日 UIゼンセン同盟がベア相当2500円、パート時給25円を中央委で決定。
- 2月1日　厚生労働省の「2005年毎月勤労統計」の年間まとめによると正規雇用労働者が前年比0.5%増で、8年ぶりに増加に転じる、非正規雇用の増加に歯止めがかかる。／ヨーカ堂労組もパートタイム社員約1万5000人を組合に加入させることを決定。／民間の調査機関・労務行政研究所が今春闘の賃上げ平均予測を6063円と発表。
- 2月3日 連合が春闘開始宣言集会を開く。
- 2月7日 JFEスチール労連は今春闘で獲得した財源の8割を熟練社員に重点配分することを中央委で決定。
- 2月10日 基幹労連傘下の鉄鋼、造船・重機、非鉄金属大手の各労組が要求書を提出。春闘の賃上げ交渉が始まる。
- 2月15日 自動車総連や電機連合などの傘下大手の各労組が要求書を提出。／NTT労組はベアなし、一時金5万円要求を中央委で決定。
- 2月17日 連合のパート共闘会議の集会が開かれる。
- 2月18日 鉄鋼各社やトヨタが有額回答へ。
- 2月19日 正社員と同じ仕事のパートタイム労働者の賃金を正社員と比べて7割以下しか払っていない企業が28.4%にものぼると21世紀職業財団の調査で判明。
- 3月1日 全国ユニオンが経営者団体との懇談会で正規並み賃金水準をもとにした、最低1780円/時を求める。
- 3月3日 金属労協が26年ぶり中央決起集会を開く。
- 連合による賃上げ要求の一次集計は6688円と発表される。／トヨタは一時間満額、電機・鉄鋼産業も賃上げの気配が強まる。
- 3月9日 日本航空がJJ労働組合連絡会議8労組に対しベア拒否を通告し、平均10％の賃下げを提案。
- 3月11日 日産自動車が満額回答。／松下電器産業が育児休暇を就学前まで拡充すると発表。
- 電機産業の交渉が難航する。
- 3月14日 鉄鋼大手が賃上げ先送りを発表。
- 3月15日 一斉回答日。各労組・各社足並みの乱れが目立つ。パート賃上げは比較的好調。／トヨタがベア満額を回答する。
- 3月22日 日本航空8労組は賃下げの提案を受け入れ妥結。
- 3月23日 経団連の一次集計では、1.69％の賃上げ。前年比＋0.19％。／全日本空輸4労組と会社側との交渉が決裂。24時間ストに入る。
- 6月11日 連合集計によると、パート春闘は平均で＋11円/時。

## 第77回メーデー
2006年の第77回メーデーについて
連合系のメーデーは曜日の関係で4月29日（土曜日）に全国30ヶ所で行われる。東京・代々木公園で行われた中央大会には、主催者発表で4万4000人が出席する。連合の髙木会長が「格差社会がもたらす負の側面から脱却するため、出来ることから実行していかなければならない」となど、格差社会に関心が集まった。また、労働組合と距離を置く姿勢を近年示していた民主党から小沢一郎代表も出席する。これは小沢代表が「幅広い連携」を呼びかけ、労働組合との関係修復の姿勢を見せていることと関連している。
連合の地方大阪メーデーは中央大会とは日程をずらし、5月1日（月曜日）に行われる。場所は大阪城公園で、主催者発表で8万人が出席した。ここでも髙木会長は格差社会などを訴えた。
全労連系のメーデーは従来どおりの5月1日に行われる。

## 裁判・審判・判決など
- 3月15日 中労委がJR西日本に対し、人事上の不利益をほのめかして労働組合員の2人に組合の脱退を誘ったことについて不当労働行為と認定する。
- 3月15日 JR東海が労働組合の役員3人を不当に移動させたとして争われていた裁判で、大阪高裁で3人を元の職場に戻した上で解決金を支払うことで和解。
- 4月1日 労働審判法が施行され、労働審判制度が導入。
- 4月26日 JR西労が会社側の行った日勤教育について一人当たり100万円、総額2億6400万円の損害賠償を求める訴訟を大阪地裁に起こす。
- 5月30日 大阪市の不祥事で、市は市職労に対し視聴者の事務室と会議室を不法占拠しているとして部屋の明け渡しと損害金の求める訴訟を大阪地裁で起こす。

### 住友男女差別訴訟
4月25日、1995年以来続いてきた住友グループを巡る最後の裁判が大阪高裁で和解する。内容は住友金属工業の女性社員4人が女性である事を理由に昇給・昇進で差別されたとして総額3億4000万円の支払いを求めるもの。和解額は一審の6300万円を上回る7600万円で、女性労働者の処遇改善なども含む。ただし同社は差別の実態は無いとしている。
他の住友グループの男女差別訴訟は既に終わっており、住友電気工業と住友化学工業は一審敗訴の後、二審で解決金500万円ずつで和解。住友生命保険は一審勝訴、二審で9000万円で和解している。

### 北米トヨタ自動車セクハラ訴訟
北米トヨタの元秘書がセクハラで社長を相手取り1900万ドルの損害賠償請求をした事件。この訴訟は和解という形で終わっている。
詳しくは北米トヨタ自動車セクハラ訴訟事件で。

### 第一交通産業訴訟
5月31日、タクシー大手の第一交通産業が子会社の佐野第一交通を偽装解散によって組合員52人を不当解雇したとして、大阪地裁堺支部が約4億8000万円の支払いを命じる。この事件は、2001年に第一交通産業が佐野第一交通を買収してから打ち出した新賃金体系について佐野南海交通労働組合が反発し、以降同社が組合差別を始めて労使対立が深まる。その後第一交通は経営再編を名目に、別の子会社を佐野第一交通の営業地域に進出させて組合に非加盟の社員を採用し、組合員の残った佐野第一交通を解散した。

## トラック・バス・タクシー
労働環境の深刻化が指摘されるトラック、バス、タクシー業界について
- 2月12日、京都府の京滋バイパスで、居眠り運転が原因でタンクローリーが渋滞車列に突っ込み、12台が絡む多重事故が起こる。このタンクローリーの運転士は事故までの1ヶ月間、国土交通省の定めた最長拘束時間320時間を大幅に超える約420時間勤務で休日は3日しかなかったと判明。運転士を雇っていた会社は同月3日に近畿運輸局滋賀運輸支局から拘束時間について警告を受けていた。この会社の社長らは道路交通法違反（過労運転下命）の容疑で3月6日に逮捕される。

- 3月4日、独立行政法人労働者健康福祉機構の調査で、過労の長距離トラック運転士が居眠り運転や突然の眠気など睡眠障害を多く引き起こすことが証明される。これを受けた厚生労働省は実態調査を始め、労災防止のガイドラインを見直すことを検討。

## その他 事件・話題など

### 日田市の給与削減を巡る騒動
2月7日、日田市の大石昭忠市長が、財政再建のために、市職員のうち夫婦や親子などで同居している場合、双方の給料を2年間2割を削減すると言う条例案を市議会に提出する方針を発表する。この対象となるのは33組の夫婦66人で、計1億450万円の削減となる。これに対し日田市職員労働組合は反発。また憲法上の法の下の平等にも接触する恐れがあるなど、各所で疑問・反対の声が上がる。結局同月27日、市長がこの条例案を撤回することを発表し、事態は収拾した。

### JR福知山線脱線事故1周年
2005年4月25日に発生したJR福知山線脱線事故から1周年に前後しての動き
- 3月16日、事故の乗客が心的外傷後ストレス障害（PTSD）で労働災害認定されていると判明。
- 4月12日、JR西日本労働組合（JR西労）がJR西日本の企業体質の一新を求め23日からストライキに入ると予告通知。会社側から満足のいく回答は得られず、21日にスト予告、そして25日0時から27ヶ所で135人が12時間の拠点ストに入る。ただし列車運行に影響は出なかった。
- 4月21日に発表されたJR西日本3労組（JR西労組、国労、建交労）の職場アンケートによると、7割が変化やその兆しを認める。
- 4月23日、尼崎地区労と自治労などが主催で英、仏、韓の鉄道労組役員と鉄道の安全などについてのシンポジウムを開く。
- 4月26日、JR西労が会社側の行った日勤教育について一人当たり100万円、総額2億6400万円の損害賠償を求める訴訟を大阪地裁に起こす。

### 東アジアの生産性水準向上
国際労働機関（ILO）によると、東アジアの労働者1人あたりの生産性は、1996年には先進諸国の8分の1だったが、2006年には5分の1まで向上したとしている。